# Pandémie de Covid-19 en Guinée-Bissau
La pandémie de Covid-19 en Guinée-Bissau démarre officiellement le 25 mars 2020. À la date du 7 octobre 2022, le bilan est de 175 morts.

## Chronologie
Le 25 mars 2020, le premier ministre Nuno Gomes Nabiam annonce la détection de deux premiers cas de Covid-19 en Guinée-Bissau. Il s'agit d'un employé congolais de l'ONU et d'un citoyen indien. Ils sont tous deux placés en quarantaine. La barre des dix cas confirmés est dépassée le 3 avril 2020, celle des 100 cas le 29 avril, et celle des 1 000 cas le 18 mai 2020.
Le premier décès est intervenu le 26 avril 2020, le dixième décès le 5 juin 2020, et le 100ème décès le 22 août 2021.
La campagne de vaccination contre la Covid-19  démarre officiellement le samedi 3 avril 2021. Le président bissau-guinéen Umaro Sissoco Embaló est le premier à recevoir sa première dose du vaccin AstraZeneca dans le cadre de ce lancement pour donner l'exemple.

## Statistiques

Nombre de cas en Guinée-Bissau depuis le début de l'épidémie.

Nombre de morts en Guinée-Bissau depuis le début de l'épidémie.